# Santi fallici

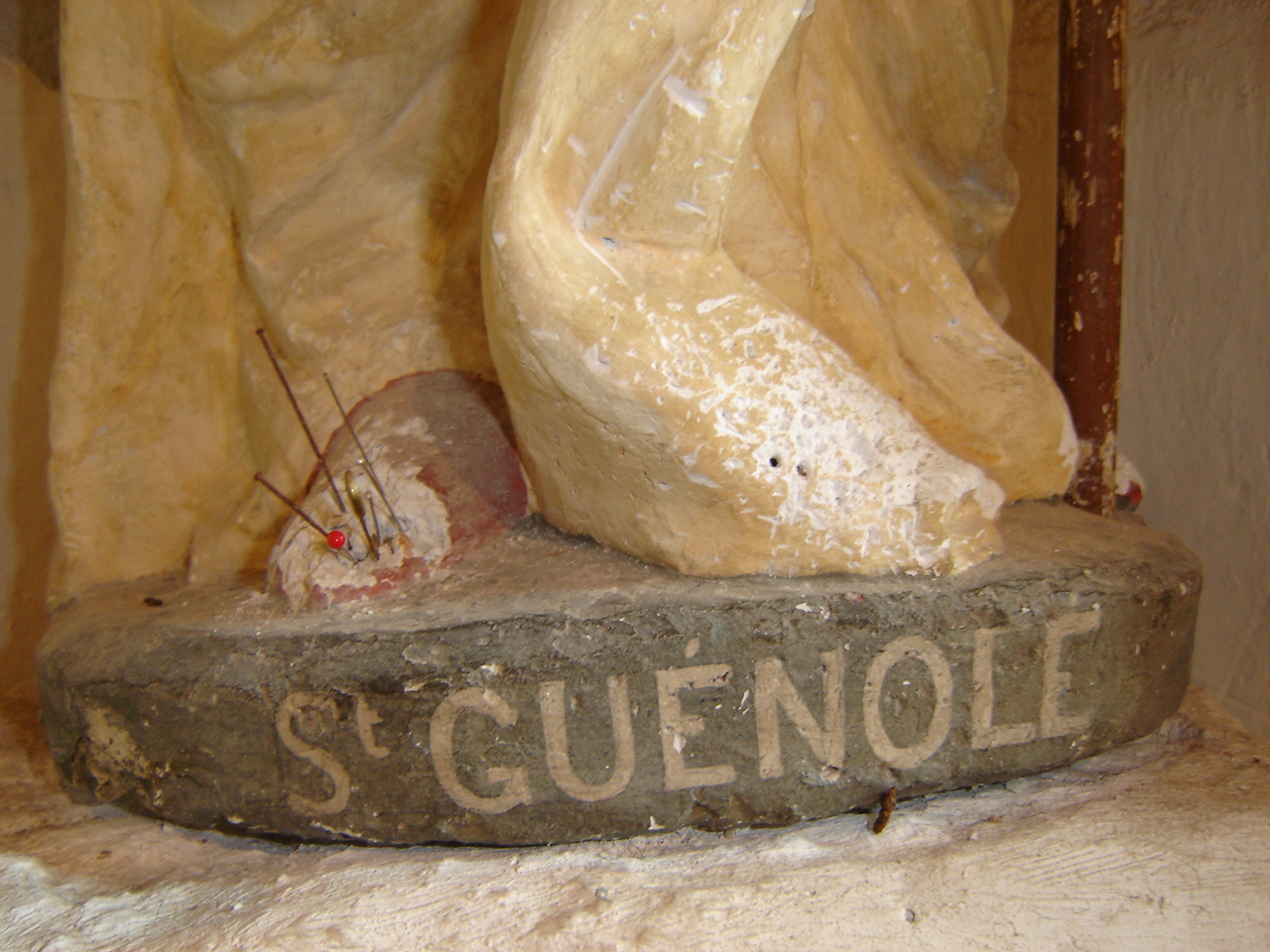
I piedi della statua di san Vinvaleo, in una cappella di Prigny (Loire-Atlantique), vengono trafitti da aghi da ragazze locali che sperano di trovare la propria anima gemella in questo modo.

I santi fallici erano dei santi o divinità locali che erano invocati per la fertilità. Più di rappresentazioni volgari del fallo, questi santi erano simboli benevoli di prolificità e fecondità riproduttiva, e oggetti di venerazione e di culto in particolare tra le donne sterili e giovani ragazze. Sir William Hamilton ha riferito che, tra le rappresentazioni in cera di parti del corpo presentati come offerte ai santi Cosma e Damiano ad Isernia, nel loro giorno di festa (Festa dei Santi Cosma e Damiano di Isernia), quelli del pene erano i più comuni. Le osservazioni di Hamilton hanno portato Richard Payne Knight a scrivere l'Account of the Remains of the Worship of Priapus, in cui sono riportati degli esempi di queste effigi.